# 昆士蘭馬鮫
昆士蘭馬鮫為輻鰭魚綱鱸形目鯖亞目鯖科的其中一種，分布於西太平洋區的澳洲及巴布亞紐幾內亞海域，棲息深度可達100公尺，本魚腹鰭間的突起小而兩裂，側線逐漸地對於尾柄彎曲下來，泳鰾不存在，身體覆蓋著小鱗片，第一背鰭墨黑色的薄膜有大的對比在第 6個與最後的硬棘之間的密集白色的區域，成魚的側邊有顯著的大約三不確定的列不明顯的青銅色-灰色斑塊，背鰭硬棘16-18枚，背鰭軟條17-19枚，臀鰭軟條16-20枚，脊椎骨48-49枚，體長可達100公分，棲息在沿岸海域，屬肉食性，以魚類、魷魚、甲殼類為食，可做為食用魚、遊釣魚，有雪卡魚中毒的報告。

## 擴展閱讀
維基物種上的相關：昆士蘭馬鮫